# Pingdingshan (köpinghuvudort i Kina, Liaoning Sheng, lat 41,41, long 124,76)
Pingdingshan är en köpinghuvudort i Kina. Den ligger i provinsen Liaoning, i den nordöstra delen av landet, omkring 120 kilometer öster om provinshuvudstaden Shenyang. Antalet invånare är 15 163. Befolkningen består av 7 415 kvinnor och 7 748 män. Barn under 15 år utgör 13,0 %, vuxna 15-64 år 79 %, och äldre över 65 år 7,0 %.
Runt Pingdingshan är det ganska tätbefolkat, med 83 invånare per kvadratkilometer. Närmaste större samhälle är Dasiping, 11,4 km söder om Pingdingshan. Omgivningarna runt Pingdingshan är en mosaik av jordbruksmark och naturlig växtlighet.
Genomsnittlig årsnederbörd är 1 236 millimeter. Den regnigaste månaden är juli, med i genomsnitt 341 mm nederbörd, och den torraste är januari, med 10 mm nederbörd.